# 谢兴根
谢兴根是德国巴登-符腾堡州的一个市镇。总面积11.87平方公里，总人口2325人，其中男性1125人，女性1200人（2011年12月31日），人口密度196人/平方公里。